# 苏惠 (1909年)
苏惠（1909年—1996年），原名庄启芳，广东海丰人，中华人民共和国政治人物，广东省妇女联合会原副主任、党组书记，中华全国归国华侨联合会原副主席，第二、三届全国人大代表，第五、六届全国政协委员。

## 家庭
丈夫是中华全国归国华侨联合会原副主席、中共中央统战部原副部长方方。
八个子女：
方玉华，女，共产党员
方绍坚，男，拖拉机手，后进入广东省农科院农业机械研究所
方惠平，女，共产党员，暨南大学外语系副教授，也研究世界语。丈夫柯锡德,教授。儿子柯思加退伍后移居澳洲。
方惠兰，女，定居香港从商
方超，男，共产党员
方少华，男，原为话剧演员，随方惠兰在香港
方穗明，女，共产党员，北京工业大学副教授
方燕明，男，解放后出生在北京